# Tommy Moore (muzikant)
Thomas Henry "Tommy" Moore (Liverpool, 12 september 1931 - aldaar, 29 september 1981) was een Britse drummer. In 1960 speelde hij korte tijd bij The Beatles.
Moore was heftruckchauffeur en parttime muzikant. In mei 1960 speelde hij voor het eerst met The Beatles, destijds nog The Silver Beetles geheten, nadat hun manager Allan Williams hem voorstelde als drummer. Later die maand vertrok hij met de andere bandleden John Lennon, Paul McCartney, George Harrison en Stuart Sutcliffe naar Schotland, waar zij optraden als begeleidingsband van Johnny Gentle. Gedurende de tournee raakte Moore geblesseerd en verloor hij zijn voortanden toen de bus van de band, bestuurd door Gentle, een klein ongeluk meemaakte. Lennon en de Schotse organisator van de tournee wilden echter dat hij bij de groep bleef spelen en namen hem mee uit het ziekenhuis.
Toen de band terugkeerde in Liverpool wist Moore al dat hij "genoeg had van Lennon". Op een avond kwam hij niet opdagen voor een concert, waarop de andere bandleden zijn appartement bezochten. Eenmaal hier aangekomen vertelde zijn vrouw dat hij was teruggekeerd naar zijn fulltime baan. De band wilde de vrouw van Moore ervan overtuigen om hem terug te laten keren in de groep, maar zij riep dat ze konden "oprotten". Moore speelde nog een concert met de band, voordat hij werd vervangen door Norman Chapman. Later ging de groep naar Duitsland met Pete Best als drummer.
Moore bleef in Liverpool werken totdat hij op 29 september 1981 op 50-jarige leeftijd overleed aan een hersenbloeding. Rond deze tijd kwam ook duidelijkheid over zijn leeftijd: soms werd gezegd dat hij in 1924 zou zijn geboren, maar op zijn overlijdensakte stond het jaartal 1931 ingevuld. Dit betekent dat hij 28 jaar was toen hij met The Beatles speelde, terwijl Lennon, na Moore het oudste groepslid, pas 19 jaar was.